# Ireneo I
Patriarca Ireneo I, en serbio:Патријарх Иринеј, Patrijarh Irinej; (Vidova, Čačak, entonces Reino de Yugoslavia hoy Serbia, 28 de agosto de 1930-Belgrado, 20 de noviembre de 2020) fue el 45.º Patriarca Primado de la Iglesia ortodoxa serbia, desde el 23 de enero de 2010 hasta su fallecimiento.

## Biografía
Nacido el 28 de agosto de 1930 en el pueblo de Vidova, recibió el nombre de Miroslav en el bautismo. Se graduó de la escuela primaria en su pueblo natal. En 1951 se graduó del seminario teológico en Prizren. Posteriormente completó sus estudios en la facultad de teología de la Universidad de Belgrado y se graduó de la facultad de teología de la Universidad de Atenas. Tras su graduación, sirvió en el ejército.
En octubre de 1959 recibió una tonsura monástica del Patriarca Germán de Serbia en el monasterio Rakovitsa con el nombre de Irenaeus (Ireneo). El 24 de octubre de 1959 fue elevado al rango de hierodiácono y el 27 de octubre, al rango de hieromonje. Ocupó diversos cargosː Profesor del Seminario Teológico Prizren (1959-1968), jefe de la escuela monástica del monasterio de Ostrog (1969), profesor y rector del seminario Prizren (1971-1974).
En mayo de 1974, fue elegido vicario obispo de Su Santidad el Patriarca de Serbia, con el título de Moravic, siendo ordenado obispo el 14 de julio de ese año. En la reunión del Santo Consejo de Obispos (21 al 28 de mayo de 1975), fue elegido obispo de Niš, tomando posesión de dicha diócesis en la Iglesia Catedral el 15 de junio del mismo año. 
El 22 de enero de 2010 en Belgrado, el primer día del Consejo de Obispos de la Iglesia serbia, fue elegido nuevo patriarca. La primera Entronización tuvo lugar el 23 de enero de 2010 en la Catedral de los Santos Arcángeles en Belgrado.
Ireneo se opuso al apoyo ofrecido por el Patriarcado de Constantinopla al cisma de la iglesia ortodoxa de Ucrania, y a los intentos de crear iglesias autocéfalas en Montenegro y Macedonia del Norte; y mantuvo cordiales relaciones con el Patriarcado de Moscú,  reuniéndose en repetidas ocasiones con representantes del Gobierno ruso.
Fue hospitalizado en un hospital de Belgrado el 4 de noviembre a consecuencia de una insuficiencia cardíaca, donde se consiguió estabilizar su estado de salud. Falleció a los noventa años en la capital serbia el 20 de noviembre de 2020 a causa del COVID-19.

## Distinciones honoríficas
- Caballero gran collar de la Orden del Águila de Georgia, Casa de Bagration (15/12/2011).